# Теодор Тарнавський
Теодор Тарнавський (нар. 16 серпня 1859, Вижниця, Буковина, на той час — Австрійська імперія — пом. 14 січня 1914, Чернівці, Буковина, на той час — Австрійська імперія) — доктор теології, ректор Чернівецького університету у 1904—1905 навчальному році, громадський діяч.

## Біографія
Народився в родині священика.
Освіту здобув у навчальних закладах Чернівців, спеціалізувався на католицьких теологічних факультетах в університетах Відня та Мюнхена.
У 1884 році був призначений науковим керівником клерикального семінару.
У 1885 році Теодор Тавнавський здобув ступінь доктора теології, а ще через рік був висвячений на пресвітера і призначений вікарієм до Святодухівського кафедрального собору Чернівців.
Був священиком у церкві св. Миколая та св. Параскеви.
З 1893 року розпочалася викладацька діяльність Т. Тарнавського як приват-доцента теологічного факультету Чернівецького університету.
1896 року призначений на професора практичної теології, у 1898-1899 навчальному році — деканом теологічного факультету.
На 1904-1905 навчальний рік Теодор Тарнавський був обраний ректором Чернівецького університету.
Протягом кількох років був шкільним інспектором єпархій Буковинської митрополії, депутатом Буковинського крайового сейму Х-го скликання (1909 р.).